# Карауилтобе
Карауилтобе́ (каз. Қарауылтөбе) — село у складі Акжаїцького району Західноказахстанської області Казахстану. Адміністративний центр та єдиний населений пункт Карауилтобинського сільського округу.
У радянські часи село називалось Караултобе.
Населення — 1376 осіб (2021; 1992 у 2009, 2380 у 1999, 1983 у 1989).